# 萨尔内总统镇
萨尔内总统镇是巴西马拉尼昂州的一个市镇。总面积724.164平方公里，总人口15485人，人口密度21.4人/平方公里。